# شاه‌محمد یاری
شاه‌محمد یاری یکی از کدخدایان ایل ملکشاهی و کدخدای طایفۀ نقی بود که قیام سال ۱۳۰۸ هجری شمسی ایل‌های کُرد در پشتکوه استان ایلام را علیه حکومت رضا شاه رهبری نمود. 
در این قیام که هستۀ مرکزی آن ایل ملکشاهی بود، تمام ایلات و طوایف ایلام حضور داشتند و نقش اصلی قیام را ایلات بزرگ ایلام (ایل میش خاص، ایل رشنو، ایل ملخطاوی، ایل علیشروان بدره، ایل خزل، ایل شوهان، ایل دهبالایی، ایل ارکوازی، ایل عالی‌ بیگی، ایل کُردعلی دهلران و آبدانان و ... حضور داشتند تعداد کلی شرکت‌کنندگان در قیام را تا چهار هزار نفر تخمین زده‌اند. شاه‌محمد که نیروهایش اسلحه کافی در اختیار نداشتند، تعداد زیادی سلاح و مهمات را از طریق خانقین و کردستان عراق جمع‌آوری کرد تا در نبرد علیه دولت و نظامیان استفاده نماید. این عمل او نشان می‌دهد که شاه محمد با کردهای بارزانی و فیلی ساکن عراق که آن زمان تحت فرماندهی احمد بارزانی رابطۀ گرم و صمیمانه‌ای داشته است.   قیام با حرکت شرکت‌کنندگان از مرکز ایل ملکشاهی شهر ارکواز و تصرف حسین‌آباد پشتکوه که بعدها به شهر ایلام تغییر نام یافت و پیشروی بیش از ۱۰۰ کیلومتر تا تنگه رنو ایلام (تنگه‌ای در مسیر شهر ایلام به شهر کرمانشاه) ادامه داشت. هدف قیام‌کنندگان از پیشروی تسلط به شهرهای گیلانغرب، سومار، قصرشیرین و کرمانشاه و همراه نمودن مردم این شهرها با خود و گسترش قیام در سراسر غرب ایران بود. این قیام با خیانت بعضی ایلات و تجهیزات بی‌شمار ارتش رضاشاه که حاجعلی رزم‌آرا فرماندهی آن را به عهده داشت، پس از چندین روز درگیری خونین و کشته شدن تعدادی از قیام کنندگان و نیز کشته شدن تعدادی از نیروهای نظامی حکومت پهلوی به سرانجام نرسید. شاه‌محمد یاری نیز در نهایت عفو روبرو شد.